# 血叶兰属
血叶兰属（学名：Ludisia）是兰科下的一个属，为陆生兰。该属有血叶兰（L. discolor）等2种，分布于印度支那、马来半岛和中国广东与云南。

## 下属分类
本科包括以下属：
- 血叶兰 Ludisia discolor (Ker Gawl.) Blume，异名L：Ludisia discolor (KerGawl.) A.Rich.
- Ludisia ravanii Cootes & G.Tiong

归入本属的物种：
- Haemaria dawsoniana Haasselb.